# Seznam poslancev petnajste italijanske legislature
Seznam poslancev petnajste italijanske legislature prikazuje imena poslancev Petnajste legislature Italijanske republike po splošnih volitvah leta 2006.

## Povzetek sestave
| Parlamentarne skupine                        | Začetek | 2006 | 2007 | 2008 |
| -------------------------------------------- | ------- | ---- | ---- | ---- |
| L'Ulivo / Partito Democratico                | 218     | 218  | 196  | 194  |
| Forza Italia                                 | 134     | 133  | 133  | 131  |
| Alleanza Nazionale                           | 72      | 72   | 68   | 68   |
| Rifondazione Comunista                       | 41      | 41   | 40   | 40   |
| Unione dei Democratici Cristiani e di Centro | 39      | 38   | 38   | 36   |
| Lega Nord                                    | 23      | 23   | 22   | 22   |
| Italia dei Valori                            | 20      | 19   | 17   | 17   |
| Rosa nel Pugno                               | 18      | 18   | 17   | 21   |
| Partito dei Comunisti Italiani               | 16      | 16   | 17   | 17   |
| Federazione dei Verdi                        | 16      | 16   | 15   | 15   |
| Unione Democratici per l'Europa              | 14      | 14   | 14   | 11   |
| DCA-Nuovo PSI                                | 6       | 6    | 6    | 5    |
| Sinistra Democratica                         | -       | -    | 20   | 20   |
| Gruppo misto                                 | 13      | 16   | 27   | 33   |
| • Jezikovne manjšine                         | 5       | 5    | 5    | 5    |
| • Movimento per l'Autonomia                  | 5       | 5    | 6    | 6    |
| • La Destra                                  | -       | -    | 4    | 4    |
| • PRI-PLI-Riformatori                        | -       | -    | 3    | -    |
| • Socialisti per la Costituente              | -       | -    | 3    | -    |
| • Neodvisni poslanci                         | 3       | 6    | 6    | 18   |
| Totale                                       | 630     | 630  | 630  | 630  |

## L'Ulivo
- Nicola Adamo
- Gabriele Albonetti
- Khaled Fouad Allam
- Giuliano Amato
- Sesa Amici
- Antonio Attili
- Raffaele Aurisicchio
- Mariza Bafile
- Fulvia Bandoli
- Fabio Baratella
- Mario Barbi
- Teresa Bellanova
- Romolo Benvenuto
- Rosalba Benzoni
- Pier Luigi Bersani
- Dorina Bianchi
- Gerardo Bianco
- Franca Bimbi
- Rosy Bindi
- Giampiero Bocci
- Costantino Boffa
- Michele Bordo
- Sandro Brandolini
- Gianclaudio Bressa
- Gino Bucchino
- Milos Budin
- Gloria Buffo
- Gianfranco Burchiellaro
- Giovanni Mario Salvino Burtone
- Giuseppe Caldarola
- Marco Calgaro
- Angelo Capodicasa
- Giovanni Carbonella
- Salvatore Cardinale
- Enzo Carra
- Giorgio Carta
- Pierluigi Castagnetti
- Franco Ceccuzzi
- Bruno Cesario
- Mauro Chianale
- Franca Chiaromonte
- Giuseppe Chicchi
- Vannino Chiti
- Massimo Cialente
- Lucia Codurelli
- Andrea Colasio
- Elena Emma Cordoni
- Lionello Cosentino
- Vladimiro Crisafulli
- Nicola Crisci
- Massimo D'Alema
- Cesare Damiano
- Olga D'Antona
- Sergio Antonio D'Antoni
- Cinzia Dato
- Emilia Grazia De Biasi
- Raffaello De Brasi
- Paolo De Castro
- Vincenzo De Luca
- Ciriaco De Mita
- Cesare De Piccoli
- Maria Letizia De Torre
- Emilio Del Bono
- Leopoldo Di Girolamo
- Titti Di Salvo
- Lino Duilio
- Paolo Fadda
- Gianni Farina
- Enrico Farinone
- Giuseppina Fasciani
- Piero Fassino
- Marco Fedi
- Pierangelo Ferrari
- Emanuele Fiano
- Marco Filippeschi
- Laura Fincato
- Massimo Fiorio
- Giuseppe Fioroni
- Maurizio Fistarol
- Alberto Fluvi
- Giampaolo Fogliardi
- Cinzia Maria Fontana
- Claudio Franci
- Gabriele Frigato
- Laura Froner
- Marco Fumagalli
- Renato Galeazzi
- Paolo Gambescia
- Francesco Saverio Garofani
- Sergio Gentili
- Paolo Gentiloni Silveri
- Manuela Ghizzoni
- Roberto Giachetti
- Antonello Giacomelli
- Oriano Giovanelli
- Giuseppe Giulietti
- Sandro Gozi
- Gero Grassi
- Franco Grillini
- Tino Iannuzzi
- Maria Fortuna Incostante
- Marilina Intrieri
- Antonio La Forgia
- Maria Grazia Laganà
- Linda Lanzillotta
- Francesco Laratta
- Ferdinando Latteri
- Maria Leddi Maiola
- Donata Lenzi
- Carlo Leoni
- Enrico Letta
- Ricardo Franco Levi
- Angelo Maria Rosario Lomaglio
- Aleandro Longhi
- Mario Lovelli
- Mimmo Lucà
- Andrea Lulli
- Giuseppe Lumia
- Antonio Luongo
- Renzo Lusetti
- Claudio Maderloni
- Pierluigi Mantini
- Alessandro Maran
- Daniele Marantelli
- Pietro Marcenaro
- Maino Marchi
- Salvatore Margiotta
- Raffaella Mariani
- Mauro Maria Marino
- Riccardo Marone
- Andrea Martella
- Sergio Mattarella
- Giovanna Melandri
- Giorgio Merlo
- Maria Paola Merloni
- Michele Pompeo Meta
- Maurizio Migliavacca
- Ivano Miglioli
- Riccardo Milana
- Marco Minniti
- Antonio Misiani
- Francesco Monaco
- Fabrizio Morri
- Donato Renato Mosella
- Carmen Motta
- Adriano Musi
- Fabio Mussi
- Alessandro Naccarato
- Rolando Nannicini
- Franco Narducci
- Marisa Nicchi
- Nicodemo Nazzareno Oliverio
- Andrea Orlando
- Rosella Ottone
- Andrea Papini
- Arturo Mario Luigi Parisi
- Giuliano Pedulli
- Flavio Pertoldi
- Luciano Pettinari
- Roberta Pinotti
- Francesco Piro
- Rino Piscitello
- Barbara Pollastrini
- Romano Prodi
- Erminio Angelo Quartiani
- Salvatore Raiti
- Elisabetta Rampi
- Umberto Ranieri
- Ermete Realacci
- Andrea Rigoni
- Nicola Rossi
- Antonio Rotondo
- Ruggero Ruggeri
- Antonio Rugghia
- Antonio Rusconi
- Roberto Ruta
- Francesco Rutelli
- Marilena Samperi
- Giovanni Sanga
- Emanuele Sanna
- Giulio Santagata
- Alba Sasso
- Amalia Schirru
- Arturo Scotto
- Marina Sereni
- Giuseppina Servodio
- Silvio Emilio Sircana
- Antonello Soro
- Valdo Spini
- Ugo Sposetti
- Pietro Squeglia
- Alberto Stramaccioni
- Ivano Strizzolo
- Rosa Suppa
- Italo Tanoni
- Lanfranco Tenaglia
- Fulvio Tessitore
- Federico Testa
- Walter Tocci
- Francesco Tolotti
- Salvatore Tomaselli
- Osvalda Trupia
- Domenico Tuccillo
- Silvia Velo
- Michele Ventura
- Antonio Verini
- Massimo Vannucci
- Ermanno Vichi
- Ludovico Vico
- Riccardo Villari
- Rodolfo Giuliano Viola
- Luciano Violante
- Vincenzo Visco
- Domenico Volpini
- Roberto Zaccaria
- Katia Zanotti
- Angelo Zucchi
- Massimo Zunino

## Forza Italia
- Ferdinando Adornato
- Angelino Alfano
- Gioacchino Alfano
- Valentina Aprea
- Sabatino Aracu
- Maria Teresa Armosino
- Claudio Azzolini
- Giacomo Baiamonte
- Simone Baldelli
- Silvio Berlusconi
- Maurizio Bernardo
- Massimo Maria Berruti
- Isabella Bertolini
- Michaela Biancofiore
- Mariella Bocciardo
- Paolo Bonaiuti
- Sandro Bondi
- Margherita Boniver
- Gabriele Boscetto
- Aldo Brancher
- Donato Bruno
- Francesco Brusco
- Battista Caligiuri
- Cesare Campa
- Mara Carfagna
- Gabriella Carlucci
- Luigi Casero
- Fiorella Ceccacci Rubino
- Remigio Ceroni
- Luigi Cesaro
- Fabrizio Cicchitto
- Salvatore Cicu
- Francesco Colucci
- Gianfranco Conte
- Nicola Cosentino
- Giuseppe Cossiga
- Enrico Costa
- Stefania Craxi
- Rocco Crimi
- Guido Crosetto
- Benedetto Della Vedova
- Giovanni Dell'Elce
- Simeone Di Cagno Abbrescia
- Manuela Di Centa
- Domenico Di Virgilio
- Luigi Fabbri
- Giuseppe Fallica
- Gaetano Fasolino
- Luigi Fedele
- Salvatore Ferrigno
- Giuseppe Fini
- Raffaele Fitto
- Ilario Floresta
- Gregorio Fontana
- Pietro Franzoso
- Pieralfonso Fratta Pasini
- Daniele Galli
- Fabio Garagnani
- Elisabetta Gardini
- Mariastella Gelmini
- Basilio Germanà
- Sestino Giacomoni
- Francesco Maria Giro
- Gaspare Giudice
- Ugo Maria Gianfranco Grimaldi
- Antonello Iannarilli
- Giorgio Jannone
- Giorgio Lainati
- Enrico La Loggia
- Giancarlo Laurini
- Luigi Lazzari
- Vanni Lenna
- Simonetta Licastro Scardino
- Maurizio Enzo Lupi
- Giuseppe Marinello
- Giovanni Marras
- Antonio Martino
- Antonio Martusciello
- Salvatore Mazzaracchio
- Gianfranco Miccichè
- Lorena Milanato
- Riccardo Minardo
- Giustina Mistrello Destro
- Filippo Misuraca
- Gabriella Mondello
- Nino Mormino
- Chiara Moroni
- Enrico Nan
- Osvaldo Napoli
- Antonio Palmieri
- Giuseppe Palumbo
- Maurizio Paniz
- Patrizia Paoletti Tangheroni
- Adriano Paroli
- Gaetano Pecorella
- Paola Pelino
- Mario Pepe
- Mario Pescante
- Guglielmo Picchi
- Mauro Pili
- Sergio Pizzolante
- Egidio Ponzo
- Marco Pottino
- Stefania Prestigiacomo
- Cesare Previti
- Laura Ravetto
- Giovanni Ricevuto
- Dario Rivolta
- Massimo Romagnoli
- Paolo Romani
- Giuseppe Romele
- Luciano Rossi
- Roberto Rosso
- Paolo Russo
- Jole Santelli
- Angelo Maria Sanza
- Claudio Scajola
- Giorgio Simeoni
- Francesco Stagno D'Alcontres
- Franco Stradella
- Piero Testoni
- Renzo Tondo
- Roberto Tortoli
- Giulio Tremonti
- Paolo Uggè
- Mario Valducci
- Valentino Valentini
- Denis Verdini
- Antonio Giuseppe Maria Verro
- Luigi Vitali
- Alfredo Vito
- Elio Vito
- Valter Zanetta
- Marino Zorzato

## Alleanza Nazionale
- Marco Airaghi
- Giovanni Alemanno
- Francesco Maria Amoruso
- Giuseppe Angeli
- Pietro Armani
- Filippo Ascierto
- Domenico Benedetti Valentini
- Italo Bocchino
- Giulia Bongiorno
- Nicola Bono
- Carmelo Briguglio
- Antonio Buonfiglio
- Teodoro Buontempo
- Carla Castellani
- Giuseppina Castiello
- Basilio Catanoso
- Carlo Ciccioli
- Edmondo Cirielli
- Giuseppe Consolo
- Giorgio Conte
- Manlio Contento
- Giulio Conti
- Giulia Cosenza
- Riccardo De Corato
- Elena Donazzan
- Angela Filipponio Tatarella
- Gianfranco Fini
- Tommaso Foti
- Paola Frassinetti
- Pierfrancesco Emilio Romano Gamba
- Daniela Garnero Santanchè
- Maurizio Gasparri
- Maria Ida Germontani
- Alberto Giorgetti
- Giorgio Holzmann
- Donato Lamorte
- Mario Landolfi
- Ignazio La Russa
- Maurizio Leo
- Ugo Lisi
- Antonino Lo Presti
- Gianni Mancuso
- Marco Martinelli
- Antonio Mazzocchi
- Giorgia Meloni
- Roberto Menia
- Riccardo Migliori
- Eugenio Minasso
- Silvano Moffa
- Bruno Murgia
- Angela Napoli
- Vincenzo Nespoli
- Carmine Santo Patarino
- Riccardo Pedrizzi
- Antonio Pepe
- Flavia Perina
- Antonio Pezzella
- Carmelo Porcu
- Francesco Proietti Cosimi
- Enzo Raisi
- Fabio Rampelli
- Andrea Ronchi
- Guglielmo Rositani
- Stefano Saglia
- Roberto Salerno
- Giuseppe Scalia
- Maria Grazia Siliquini
- Marcello Taglialatela
- Mirko Tremaglia
- Roberto Ulivi
- Adolfo Urso
- Marco Zacchera

## Komunistična prenova
- Maurizio Acerbo
- Fausto Bertinotti
- Alberto Burgio
- Paolo Cacciari
- Salvatore Cannavò
- Francesco Saverio Caruso
- Luigi Cogodi
- Giuseppe De Cristofaro
- Titti De Simone
- Elettra Deiana
- Daniela Dioguardi
- Donatella Duranti
- Antonello Falomi
- Daniele Farina
- Francesco Ferrara
- Paolo Ferrero
- Pietro Folena
- Francesco Forgione
- Mercedes Lourdes Frias
- Alfonso Gianni
- Franco Giordano
- Vladimir Luxuria
- Salvatore Iacomino
- Alì Rashid
- Angela Lombardi
- Ramon Mantovani
- Graziella Mascia
- Gennaro Migliore
- Donatella Mungo
- Sergio Olivieri
- Gian Luigi Pegolo
- Maria Cristina Perugia
- Marilde Provera
- Andrea Ricci
- Mario Ricci
- Augusto Rocchi
- Franco Russo
- Patrizia Sentinelli
- Sabina Siniscalchi
- Massimiliano Smeriglio
- Maurizio Zipponi

## Unione dei Democratici Cristiani e di Centro
- Vittorio Adolfo
- Ciro Alfano
- Emerenzio Barbieri
- Francesco Bosi
- Luisa Capitanio Santolini
- Pier Ferdinando Casini
- Lorenzo Cesa
- Luciano Ciocchetti
- Angelo Compagnon
- Riccardo Conti
- Luigi D'Agrò
- Gianpiero D'Alia
- Rodolfo De Laurentiis
- Teresio Delfino
- Armando Dionisi
- Giuseppe Drago
- Alessandro Forlani
- Anna Teresa Formisano
- Giuseppe Galati
- Gian Luca Galletti
- Carlo Giovanardi
- Salvatore Greco
- Francesco Paolo Lucchese
- Pietro Marcazzan
- Leonardo Martinello
- Erminia Mazzoni
- Cosimo Mele
- Antonio Mereu
- Giorgio Oppi
- Ettore Peretti
- Francesco Saverio Romano
- Maurizio Ronconi
- Giuseppe Ruvolo
- Bruno Tabacci
- Mario Tassone
- Michele Tucci
- Michele Giuseppe Vietti
- Luca Volonté
- Domenico Zinzi

## Severna liga
- Angelo Alessandri
- Stefano Allasia
- Lorenzo Bodega
- Federico Bricolo
- Matteo Brigandì
- Davide Caparini
- Roberto Cota
- Gianpaolo Dozzo
- Guido Dussin
- Giovanni Fava
- Alberto Filippi
- Maurizio Fugatti
- Massimo Garavaglia
- Andrea Gibelli
- Giancarlo Giorgetti
- Paola Goisis
- Paolo Grimoldi
- Carolina Lussana
- Roberto Maroni
- Enrico Montani
- Gianluca Pini
- Marco Pottino
- Giacomo Stucchi

## Rosa nel Pugno

### Socialisti Democratici Italiani
- Rapisardo Antinucci
- Enrico Boselli
- Enrico Buemi
- Salvatore Buglio
- Giovanni Crema
- Lello Di Gioia
- Giacomo Mancini jr.
- Angelo Piazza
- Gian Franco Schietroma
- Lanfranco Turci
- Roberto Villetti

### Radicali Italiani
- Marco Beltrandi
- Emma Bonino
- Daniele Capezzone
- Marco Cappato
- Sergio D'Elia
- Maurizio Turco
- Donatella Poretti

## Italia dei Valori
- Giuseppe Astore
- Felice Belisario
- Antonio Borghesi
- Giorgio Calò
- Carlo Costantini
- Antonio Di Pietro
- Massimo Donadi
- Luciano D'Ulizia
- Fabio Evangelisti
- Aurelio Salvatore Misiti
- Silvana Mura
- Leoluca Orlando
- Giuseppe Ossorio
- Federico Palomba
- Egidio Pedrini
- Pino Pisicchio
- Americo Porfidia
- Salvatore Raiti
- Antonio Razzi
- Federica Rossi Gasparrini

## Partija italijanskih komunistov
- Katia Bellillo
- Luigi Cancrini
- Rosalba Cesini
- Silvio Crapolicchio
- Giacomo De Angelis
- Oliviero Diliberto
- Severino Galante
- Orazio Antonio Licandro
- Francesco Napoletano
- Gianni Pagliarini
- Ferdinando Benito Pignataro
- Cosimo Giuseppe Sgobio
- Roberto Soffritti
- Nicola Tranfaglia
- Elias Vacca
- Iacopo Venier

## Federazione dei Verdi
- Marco Boato
- Stefano Boco
- Angelo Bonelli
- Arnold Cassola
- Pier Paolo Cento
- Tana De Zulueta
- Grazia Francescato
- Massimo Saverio Ennio Fundarò
- Marco Lion
- Domenico Lomelo
- Carlo Monguzzi
- Alfonso Pecoraro Scanio
- Tommaso Pellegrino
- Camillo Piazza
- Giuseppe Trepiccione
- Luana Zanella

## Unione Democratici per l'Europa
- Francesco Adenti
- Paolo Affronti
- Gino Capotosti
- Sandra Cioffi
- Paolo Del Mese
- Dante D'Elpidio
- Mauro Fabris
- Pasquale Giuditta
- Vito Li Causi
- Giuseppe Morrone
- Angelo Picano
- Rocco Pignataro
- Michele Pisacane
- Antonio Satta

## Democrazia Cristiana per le Autonomie-Nuovo PSI

### Democrazia Cristiana per le Autonomie
- Giampiero Catone
- Paolo Cirino Pomicino
- Francesco De Luca
- Massimo Nardi

### Nuovo PSI
- Lucio Barani
- Mauro Del Bue

## Gruppo misto

### Jezikovne manjšine

#### Južnotirolska ljudska stranka(Südtiroler Volkspartei)
- Siegfried Brugger
- Johann Georg Widmann
- Karl Zeller

#### Avtonomija svoboda demokracija(Autonomie Liberté Démocratie)
- Roberto Nicco

#### Trentinsko-tirolska avtonomistična stranka(Partito Autonomista Trentino Tirolese)
- Giacomo Bezzi

#### Gibanje za avtonomijo(Movimento per l'Autonomia)
- Giovanni Di Mauro
- Nicola Leanza
- Carmelo Lo Monte
- Vincenzo Oliva
- Giuseppe Maria Reina

### Neodvisni poslanci
- Giorgio La Malfa
- Francesco Nucara
- Ricardo Antonio Merlo

## Spremembe

### Spremembe v sestavi Zbornice
- Dne 23.5.2006 poslanca Marco Cappato (Rosa nel Pugno), odstopil ne 8.5.2006, zamenja Bruno Mellano (Rosa nel Pugno).
- Dne 6.6.2006 poslanko Maria Letizia De Torre (gruppo misto), ki je odstopil istega dne, zamenja Mauro Betta (L'Ulivo).
- Dne 6.6.2006 poslanca Milos Budin (gruppo misto), ki je odstopil istega dne, zamenja Giovanni Cuperlo (L'Ulivo).
- Dne 6.6.2006 poslanca Giorgio Calò (Italia dei Valori), ki je odstopil istega dne, zamenja Stefano Pedica (Italia dei Valori).
- Dne 6.6.2006 poslanko Patrizia Sentinelli (Rifondazione Comunista), ki je odstopil istega dne, zamenja Gino Sperandio (Rifondazione Comunista).
- Dne 6.6.2006 poslanca Paolo Ferrero (Rifondazione Comunista), ki je odstopil istega dne, zamenja Anna Maria Cardano (Rifondazione Comunista).
- Dne 6.6.2006 poslanca  Alfonso Gianni (Rifondazione Comunista), ki je odstopil istega dne, zamenja Ezio Locatelli (Rifondazione Comunista).
- Dne 6.6.2006 poslanca Carlo Monguzzi (Federazione dei Verdi), ki je odstopil istega dne, zamenja Roberto Poletti (Federazione dei Verdi).
- Dne 28.6.2006 poslanca Nicola Adamo (L'Ulivo), ki je odstopil istega dne, zamenja Francesco Amendola (L'Ulivo).
- Dne 4.7.2006 poslanca Mimmo Lomelo (Federazione dei Verdi), ki je odstopil istega dne, zamenja Paola Balducci (Federazione dei Verdi).
- Dne 17.7.2006 poslanca Giovanni Di Mauro (Movimento per l'Autonomia), ki je odstopil istega dne, zamenja Pietro Rao (Movimento per l'Autonomia).
- Dne 19.7.2006 poslanca Nicola Leanza (Movimento per l'Autonomia), ki je odstopil istega dne, zamenja Sebastiano Neri (Movimento per l'Autonomia).
- Dne 19.9.2006 poslanca Antonio Verini (L'Ulivo), ki je odstopil istega dne, zamenja Giorgio D'Ambrosio (L'Ulivo)
- Dne 27.9.2006 poslanca Gianfranco Micciché (Forza Italia), ki je odstopil istega dne, zamenja Ida D'Ippolito (Forza Italia).
- Dne 31.7.2007 poslanca Cesare Previti (Forza Italia), ki je odstopil istega dne, zamenja Angelo Santori (Forza Italia).

### Spremembe v sestavi skupin

#### L'Ulivo
- Na začetku legislature se skupini ne pridružijo: Paolo Affronti, Sandra Cioffi, Mauro Fabris in Antonio Satta, pridružijo se Unione Democratici per l'Europa; Massimo Donadi, Felice Belisario in Silvana Mura, pridružijo se Italia dei Valori.
- Na začetku legislature se pridruži skupini Mariza Bafile, Gino Bucchino, Gianni Farina, Marco Fedi in Franco Narducci, izvoljeni v L'Unione.
- Dne 19.5.2006 zapustijo skupino Milos Budin, Maria Letizia De Torre in Laura Froner, in se pridružijo skupini misto.
- Dne 31.5.2006 se skupini pridruži Laura Froner, prej član gruppo misto.
- Dne 8.3.2007 zapusti skupino Aleandro Longhi, in se pridruži skupini  misto.
- Dne 16.5.2007 zapustijo skupino Antonio Attili, Raffaele Aurisicchio, Fulvia Bandoli, Fabio Baratella, Gloria Buffo, Olga D'Antona, Titti Di Salvo, Marco Fumagalli, Franco Grillini, Carlo Leoni, Angelo Maria Rosario Lomaglio, Claudio Maderloni, Fabio Mussi, Marisa Nicchi, Luciano Pettinari, Antonio Rotondo, Alba Sasso, Arturo Scotto, Valdo Spini, Osvalda Trupia in Katia Zanotti, in se pridružijo skupini Sinistra Democratica.
- Dne 26.7.2007 zapusti skupino Giorgio Carta, in se pridruži skupini  misto.
- Dne 2.8.2007 zapusti skupino Cinzia Dato, in se pridruži skupini  misto.
- Dne 25.9.2007 zapusti skupino Massimo Cialente, in se pridruži skupini  Sinistra Democratica.
- Dne 27.9.2007 se pridružita skupini Giuseppe Ossorio in Salvatore Raiti, prej člana Italia dei Valori.
- Dne 25.10.2007 se skupini pridruži Salvatore Buglio, prej član Rosa nel Pugno.
- Dne 7.11.2007 il gruppo assume la denominazione di Partito Democratico -L'Ulivo.
- Dne 7.2.2008 zapusti skupino Italo Tanoni, in se pridruži skupini  misto.
- Dne 15.2.2008 zapusti skupino Gerardo Bianco, in se pridruži skupini  misto.

#### Forza Italia
- Na začetku legislature se skupini ne pridružita: Giampiero Catone in Francesco De Luca, in se pridružijo skupini Democrazia Cristiana per le Autonomie - Nuovo PSI; Giovanni Di Mauro in Nicola Leanza, pridružijo se Movimento per l'Autonomia; Giorgio La Malfa in Francesco Nucara (Partito Repubblicano Italiano), in se pridružijo skupini misto. V skupino se vključita tudi Chiara Moroni in Giovanni Ricevuto, predstavnika Nuovo PSI.
- Dne 20.7.2006 zapusti skupino Giovanni Ricevuto, in se pridruži skupini  misto.
- Dne 20.9.2007 zapusti skupino Riccardo Minardo, in se pridruži skupini  misto.
- Dne 19.11.2007 se skupini pridruži Marco Pottino, prej član gruppo misto.
- Dne 4.2.2008 zapustijo skupino Ferdinando Adornato in Angelo Sanza, pridružijo se Unione dei Democratici Cristiani e di Centro.

#### Alleanza Nazionale
- Dne 19.7.2007 zapusti skupino Roberto Salerno, in se pridruži skupini misto.
- Dne 30.7.2007 zapusti skupino Teodoro Buontempo, in se pridruži skupini misto.
- Dne 9.8.2007 zapusti skupino Antonio Pezzella, in se pridruži skupini  misto.
- Dne 13.11.2007 zapusti skupino Daniela Santanchè, pridruži se La Destra.

#### Rifondazione Comunista
- Dne 18.12.2007 zapusti skupino Salvatore Cannavò, in se pridruži skupini  misto.

#### Unione dei Democratici Cristiani e di Centro
- Dne 18.10.2006 zapusti skupino Riccardo Conti, in se pridruži skupini  misto.
- Dne 28.3.2007 se skupini pridruži Michele Pisacane, prej član Unione Democratici per l'Europa.
- Dne 1.8.2007 zapusti skupino Cosimo Mele, in se pridruži skupini  misto.
- Dne 4.2.2008 se pridružita skupini Ferdinando Adornato in Angelo Sanza, prej člana Forza Italia.
- Dne 5.2.2007 zapusti skupino Bruno Tabacci, in se pridruži skupini  misto.
- Dne zapustijo skupino Emerenzio Barbieri in Carlo Giovanardi, in se pridružijo skupini misto.
- Dne 21.2.2008 zapusti skupino Francesco Paolo Lucchese, in se pridruži skupini  misto.

#### Lega Nord
- Dne 17.4.2007 zapusti skupino Marco Pottino, in se pridruži skupini  misto.

#### Italia dei Valori
- Na začetku legislature se skupini pridružijo Massimo Donadi, Felice Belisario in Silvana Mura, izvoljeni v L'Ulivo.
- Dne 25.9.2006 zapusti skupino Federica Rossi Gasparrini, in se pridruži skupini  misto.
- Dne 27.9.2007 zapustijo skupino Giuseppe Ossorio in Salvatore Raiti, pridružijo se L'Ulivo.

#### Rosa nel Pugno
- Dne 26.10.2007 zapusti skupino Salvatore Buglio, pridruži se L'Ulivo.
- Dne 7.11.2007 zapusti skupino Daniele Capezzone, in se pridruži skupini  misto.
- Dne 25.1.2008 se skupini pridruži Mauro Del Bue, prej član gruppo Democrazia Cristiana per le Autonomie-Nuovo PSI.
- Dne 1.2.2008 se pridružijo skupini Fabio Baratella, Franco Grillini in Valdo Spini, prej člani skupine Socialisti per la Costituente.

#### Partito dei Comunisti Italiani
- Dne 19.7.2007 se skupini pridruži Aleandro Longhi, prej član gruppo misto.

#### Federazione dei Verdi
- Ad inizio legislatura se skupini pridruži Arnold Cassola, izvoljen v L'Unione (circoscrizione Esteri).
- Dne 30.10.2007 zapusti skupino Roberto Poletti, pridruži se Sinistra Democratica.

#### Unione Democratici per l'Europa
- Na začetku legislature se skupini pridružijo Paolo Affronti, Sandra Cioffi, Mauro Fabris in Antonio Satta, izvoljeni v L'Ulivo.
- Dne 25.1.2007 se skupini pridruži Federica Rossi Gasparrini, prej član gruppo misto.
- Dne zapusti skupino Michele Pisacane, pridruži se Unione dei Democratici Cristiani e di Centro.
- Dne 21.2.2008 zapusti skupino Federica Rossi Gasparrini, in se pridruži skupini  misto.
- Dne 3.3.2008 zapusti skupino Gino Capotosti, in se pridruži skupini  misto.
- Dne 7.3.2008 zapusti skupino Paolo Del Mese, in se pridruži skupini  misto.

#### Democrazia Cristiana per le Autonomie-Nuovo PSI
- Na začetku legislature se skupini pridružita Giampiero Catone in Francesco De Luca, izvoljena v Forza Italia.
- Dne 25.1.2008 zapusti skupino Mauro Del Bue, pridruži se Rosa nel Pugno.

#### Sinistra Democratica
- Dne 16.5.2007 adeirscono al gruppo Antonio Attili, Raffaele Aurisicchio, Fulvia Bandoli, Fabio Baratella, Gloria Buffo, Olga D'Antona, Titti Di Salvo, Marco Fumagalli, Franco Grillini, Carlo Leoni, Angelo Maria Rosario Lomaglio, Claudio Maderloni, Fabio Mussi, Marisa Nicchi, Luciano Pettinari, Antonio Rotondo, Alba Sasso, Arturo Scotto, Valdo Spini, Osvalda Trupia in Katia Zanotti, prej člani L'Ulivo.
- Dne 25.9.2007 se skupini pridruži Massimo Cialente, prej član L'Ulivo.
- Dne 4.10.2007 zapustijo skupino Franco Grillini in Valdo Spini, in se pridružijo skupini misto.
- Dne 30.10.2007 se skupini pridruži Roberto Poletti, prej član Federazione dei Verdi.
- Dne 30.10.2007 zapusti skupino Fabio Baratella, in se pridruži skupini  misto.

#### Gruppo misto

##### Movimento per l'Autonomia
- Na začetku legislature se skupini pridružita Giovanni Di Mauro in Nicola Leanza, izvoljena v Forza Italia.
- Dne 27.9.2007 se skupini pridruži Riccardo Minardo, prej član gruppo misto.

##### La Destra
- Dne 10.9.2007 ustanovijo kot komponento skupine misto, po pridružitvi Teodoro Buontempo, Antonio Pezzella in Roberto Salerno, prej člani skupine misto.
- Dne 13.11.2007 se skupini pridruži Daniela Santanchè, prej članica Alleanza Nazionale.

##### PRI-PLI- Riformatori
- Dne 16.3.2007 ustanovijo kot komponento skupine misto, po pridružitvi Giorgio La Malfa, Francesco Nucara in Giovanni Ricevuto, prej člani skupine misto.
- Dne 10.3.2008 la componente cessa: Giorgio La Malfa, Francesco Nucara in Giovanni Ricevuto se pridružijo skupini misto.

##### Socialisti per la Costituente
- Dne 19.11.2007 ustanovijo kot komponento skupine misto, po pridružitvi Fabio Baratella, Franco Grillini in Valdo Spini, prej člani skupine misto.
- Dne 1.2.2007 la componente cessa: Fabio Baratella, Franco Grillini in Valdo Spini se pridružijo Rosa nel Pugno.

##### Neodvisni poslanci
- Na začetku legislature se skupini pridružita: Giorgio La Malfa in Francesco Nucara (Partito Repubblicano Italiano), izvoljena v Forza Italia; Ricardo Antonio Merlo, izvoljeni v Associazioni Italiane in Sud America.
- Dne 19.5.2006 se pridružijo skupini Milos Budin, Maria Letizia De Torre in Laura Froner, prej člani L'Ulivo.
- Dne 31.5.2006 zapusti skupino Laura Froner, pridruži se L'Ulivo.
- Dne 20.7.2006 se skupini pridruži Giovanni Ricevuto, prej član Forza Italia.
- Dne 15.9.2006 se skupini pridruži Federica Rossi Gasparrini, prej član Italia dei Valori.
- Dne 18.10.2006 se skupini pridruži Riccardo Conti, prej član Unione dei Democratici Cristiani e di Centro.
- Dne 27.1.2007 zapusti skupino Federica Rossi Gasparrini, pridruži se Unione Democratici per l'Europa.
- Dne 8.3.2007 se skupini pridruži Aleandro Longhi, prej član L'Ulivo.
- Dne 8.3.2007 zapustijo skupino Giorgio La Malfa, Francesco Nucara in Giovanni Ricevuto, in se pridružijo skupini PRI-PLI-Riformatori.
- Dne 17.4.2007 se skupini pridruži Marco Pottino, prej član Lega Nord.
- Dne 19.7.2007 se skupini pridruži Roberto Salerno, prej član Alleanza Nazionale.
- Dne 19.7.2007 zapusti skupino Aleandro Longhi, pridruži se Partito dei Comunisti Italiani.
- Dne 26.7.2007 se skupini pridruži Giorgio Carta, prej član L'Ulivo.
- Dne se skupini pridruži Teodoro Buontempo, prej član Alleanza Nazionale.
- Dne 1.8.2007 se skupini pridruži Cosimo Mele, prej član Unione dei Democratici Cristiani e di Centro.
- Dne 2.8.2007 zapusti skupino Cinzia Dato, prej član L'Ulivo.
- Dne 9.8.2007 se skupini pridruži Antonio Pezzella, prej član Alleanza Nazionale.
- Dne 20.9.2007 se skupini pridruži Riccardo Minardo, prej član Forza Italia.
- Dne 27.9.2007 zapusti skupino Riccardo Minardo, pridruži se Movimento per l'Autonomia.
- Dne 4.10.2007 se pridružita skupini Franco Grillini in Valdo Spini, prej člana Sinistra Democratica.
- Dne 30.10.2007 se skupini pridruži Fabio Baratella, prej član Sinistra Democratica.
- Dne 7.11.2007 se skupini pridruži Daniele Capezzone, prej član Rosa nel Pugno.
- Dne 19.11.2007 zapusti skupino Marco Pottino, pridruži seForza Italia.
- Dne 19.11.2007 zapustijo skupino Fabio Baratella, Franco Grillini in Valdo Spini, in se pridružijo skupini Socialisti per la Costituente.
- Dne 18.12.2007 se skupini pridruži Salvatore Cannavò, prej član Rifondazione Comunista.
- Dne 5.2.2008 se skupini pridruži Bruno Tabacci, prej član Unione dei Democratici Cristiani e di Centro.
- Dne 6.2.2008 se pridružita skupini Emerenzio Barbieri in Carlo Giovanardi, prej člana Unione dei Democratici Cristiani e di Centro.
- Dne 7.2.2007 zapusti skupino Italo Tanoni, prej član Partito Democratico - L'Ulivo.
- Dne 15.2.2008 se skupini pridruži Gerardo Bianco, prej član Partito Democratico - L'Ulivo.
- Dne 10.3.2008 se pridružijo skupini Giorgio La Malfa, Francesco Nucara in Giovanni Ricevuto, prej člani skupine PRI-PLI-Riformatori.
- Dne 21.2.2008 se skupini pridruži Federica Rossi Gasparrini, prej član Unione Democratici per l'Europa
- Dne 21.2.2008 se skupini pridruži Francesco Paolo Lucchese, prej član Unione dei Democratici Cristiani e di Centro.
- Dne 3.3.2008 se skupini pridruži Gino Capotosti, prej član Unione Democratici per l'Europa.
- Dne 7.3.2008 se skupini pridruži Paolo Del Mese, prej član Unione Democratici per l'Europa.